# Kiev Stallions
I Kiev Stallions sono una squadra di football americano di Kiev, in Ucraina, fondata nel 2017.

## Dettaglio stagioni

### Tornei nazionali

#### Campionato

##### ULAF Top Liga
| Stagione | regular season | regular season | regular season | regular season | regular season | regular season | playoff | playoff | playoff | playoff | playoff | playoff     | playoff              |
|          | Vin            | Par            | Per            | Tot            | PF             | PS             | Vin     | Per     | Tot     | PF      | PS      | risultato   | avversaria           |
| -------- | -------------- | -------------- | -------------- | -------------- | -------------- | -------------- | ------- | ------- | ------- | ------- | ------- | ----------- | -------------------- |
| 2018     | 2              | 1              | 3              | 6              | 68             | 92             | -       | -       | -       | -       | -       | -           | -                    |
| 2019     | 1              | 1              | 2              | 6              | 78             | 97             | 3       | 1       | 4       | 78      | 81      | Terzo posto | Uzhgorod Lumberjacks |
| Totale   | 3              | 2              | 5              | 10             | 146            | 189            | 3       | 1       | 4       | 78      | 81      |             |                      |

Fonti: Enciclopedia del Football - A cura di Roberto Mezzetti

### Riepilogo fasi finali disputate
| Anno | Luogo | Evento           | Fase del torneo      | Incontro                              | Risultato |
| 2019 |       | ULAF Superleague | Finale 3º - 4º posto | Kiev Stallions - Uzhgorod Lumberjacks | 25 - 7    |